# Klebsormidium flaccidum
Klebsormidium flaccidum — вид харофітових водоростей родини Klebsormidiaceae. Типовий вид родини. Це зелена нитчаста водорість, типовий представник ґрунтової альгофлори. Легко ідентифікується, часто зустрічається в альгосинузіях орних ґрунтів і зазвичай становить основу домінуючого комплексу. Трапляється по всій земній кулі.

## Опис
На агаризованому середовищі водорості утворюють ажурні зелені нарости. Нитки довгі. Клітини шириною 10 мкм. Довжина клітин в середньому становить 9-12 мкм. Перед поділом клітини розтягуються до 15-16 мкм, а окремі - до 55 мкм. Клітини циліндричні, з часом набувають бочкоподібної форми. Хлоропласт прямокутний з веслоподібними краями, займає 2/3 поверхні клітини. У центрі хлоропласта один піреноїд оточений подовженими крохмальними пластинами.